# Josef Loukota
Josef Loukota, křtěný Josef Jindřich (28. června 1879 Hranice – 23. července 1967 Praha), byl český malíř a pedagog.

## Život
Narodil se v rodině Josefa a Johanny Loukotových v Hranicích u Dobříše, ale rodina přislušela do domovské obce Trokaveč v politickém okrese Rokycany. Po absolvování obecné a měšťanské školy šel studovat do Prahy. Studoval na Uměleckoprůmyslové škole, dále na Akademii výtvarných uměnív v Praze ve třídě Václava Brožíka a Hanuše Schwaigera. 
V letech 1910 až 1939 učil na Akademii výtvarných umění v Praze. Žil ve Staré Huti, kde je po něm pojmenována ulice a je pohřben v Dobříši.

## Dílo
Maloval podobizny a žánrové obrazy. Jeho dílo zahrnuje nástěnné alegorie v Národním muzeu v Praze i výjevy ze života. Jeho kresby mistrně zachycují postavy v pohybu. Jeho díla byla vystavována na výstavách v Praze, Vídni, Mnichově aj.

## Rodina
27. června 1876 se v Josefově oženil s Annou Rösslerovou. Měli tři děti, z nichž dospělosti se dožili synové Josef (* 1908) a Antonín (*1909). Bydleli v Praze VII - Holešovicích.